# Azamat Bikbajew
Azamat Izubajewicz Bikbajew (ros. Азамат Изубаевич Бикбаев; ur. 9 czerwca 1986) – rosyjski zapaśnik startujący w stylu klasycznym. Zajął 24. miejsce na mistrzostwach świata w 2014. Drugi w Pucharze Świata 2014 i 2015, a piąty w 2013. Mistrz Rosji w 2014, drugi w 2010 i trzeci w 2013, 2015 i 2016 roku.